# Oskol-e Pā'īn
Oskol-e Pā'īn (persiska: اُسكُلِ سُفلَى, اِسكُلِ پائين, اِسكُلِ سُفلَى, اَسكُلِ پائين, اسکول پائین, Oskol-e Soflá, Oskol-e Pā’īn) är en ort i Iran.   Den ligger i provinsen Kurdistan, i den nordvästra delen av landet, 500 km väster om huvudstaden Teheran. Oskol-e Pā'īn ligger 1 470 meter över havet och antalet invånare är 616.
Terrängen runt Oskol-e Pā'īn är kuperad åt nordost, men åt sydväst är den bergig. Runt Oskol-e Pā'īn är det ganska tätbefolkat, med 60 invånare per kvadratkilometer. Närmaste större samhälle är Marivan, 12,2 km nordost om Oskol-e Pā'īn. Trakten runt Oskol-e Pā'īn består till största delen av jordbruksmark.